# Мозурайтис, Овидиюс Зенонович
Овидиюс (Витас) Зенонович Мозурайтис (лит. Ovidijus Mozuraitis; 10 апреля 1959, Таураге — 1 декабря 2017, Германия) — советский и литовский футболист, защитник.

## Биография
Воспитанник ДЮСШ г. Таураге. Начал выступать в соревнованиях мастеров в 1980 году во второй лиге в составе «Атлантаса» (Клайпеда). В 1983 году был приглашён в ведущую команду республики — вильнюсский «Жальгирис», дебютный матч за него провёл в рамках Кубка СССР 25 февраля 1983 года против донецкого «Шахтёра». В высшей лиге СССР сыграл единственный матч 2 августа 1983 года против киевского «Динамо». Ещё до конца сезона вернулся в «Атлантас», где выступал до 1986 года. Всего за клайпедский клуб провёл более 180 матчей во второй лиге, был его капитаном и штатным пенальтистом.
Во второй половине 1980-х годов выступал в первенстве Литовской ССР среди КФК за «Сириюс» (Клайпеда). После выхода литовских команд из чемпионата СССР играл со своим клубом в чемпионате Прибалтики 1990 года, где завоевал серебряные награды, также стал чемпионом и обладателем Кубка Литвы 1990 года. Осенью 1991 года играл в первой лиге СССР за рижскую «Пардаугаву», затем вернулся в Клайпеду и провёл полсезона в команде высшего дивизиона Литвы «Гранитас-Арас» (такое название носил переименованный «Атлантас»).
С 1992 года играл в низших дивизионах Германии за клуб «Шпрокхёфель-1881», провёл в его составе более 200 матчей. В сезоне 1995/96 ненадолго возвращался в родной город и сыграл 4 матча за «Таурас».
Скончался в Германии 1 декабря 2017 года на 59-м году жизни.